# Muscicapoidea
I Muscicapoidei (Muscicapoidea ) sono una superfamiglia di uccelli passeriformi dell'infraordine Passerida.

## Tassonomia
La superfamiglia Muscicapoidea comprende le seguenti famiglie:
- Buphagidae Lesson, 1828 (2 spp.)
- Mimidae Bonaparte, 1853 (34 spp.)
- Sturnidae Rafinesque, 1815 (123 spp.)
- Cinclidae Borkhausen, 1797 (5 spp.)
- Turdidae Rafinesque, 1815 (171 spp.)
- Muscicapidae Vigors, 1825 (321 spp.)

Nella classificazione degli uccelli di Sibley e Ahlquist (1990) la superfamiglia comprendeva anche la famiglia Bombycillidae. Gli studi successivi, pur confermando la monofilia del raggruppamento dei Muscicapoidei, hanno smentito l'appartenenza dei Bombicillidi a questo raggruppamento, suggerendo la loro collocazione in una differente superfamiglia (Bombycilloidea).

### Alcune specie

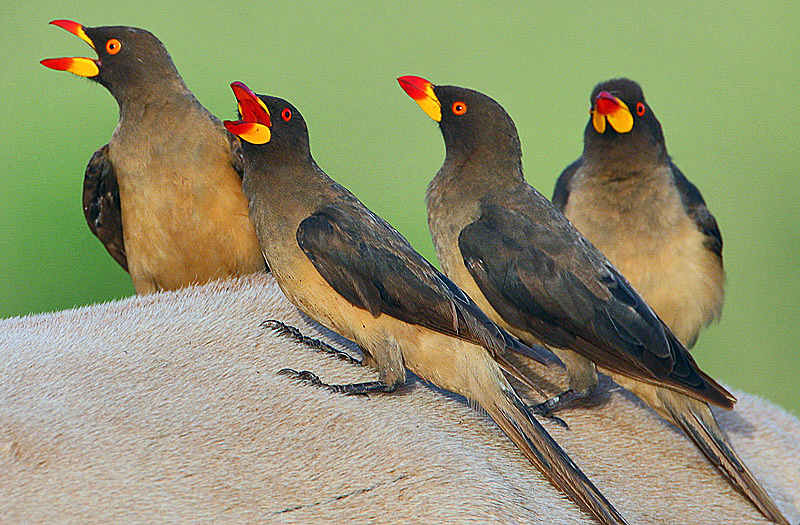
Buphagus africanus (Buphagidae)
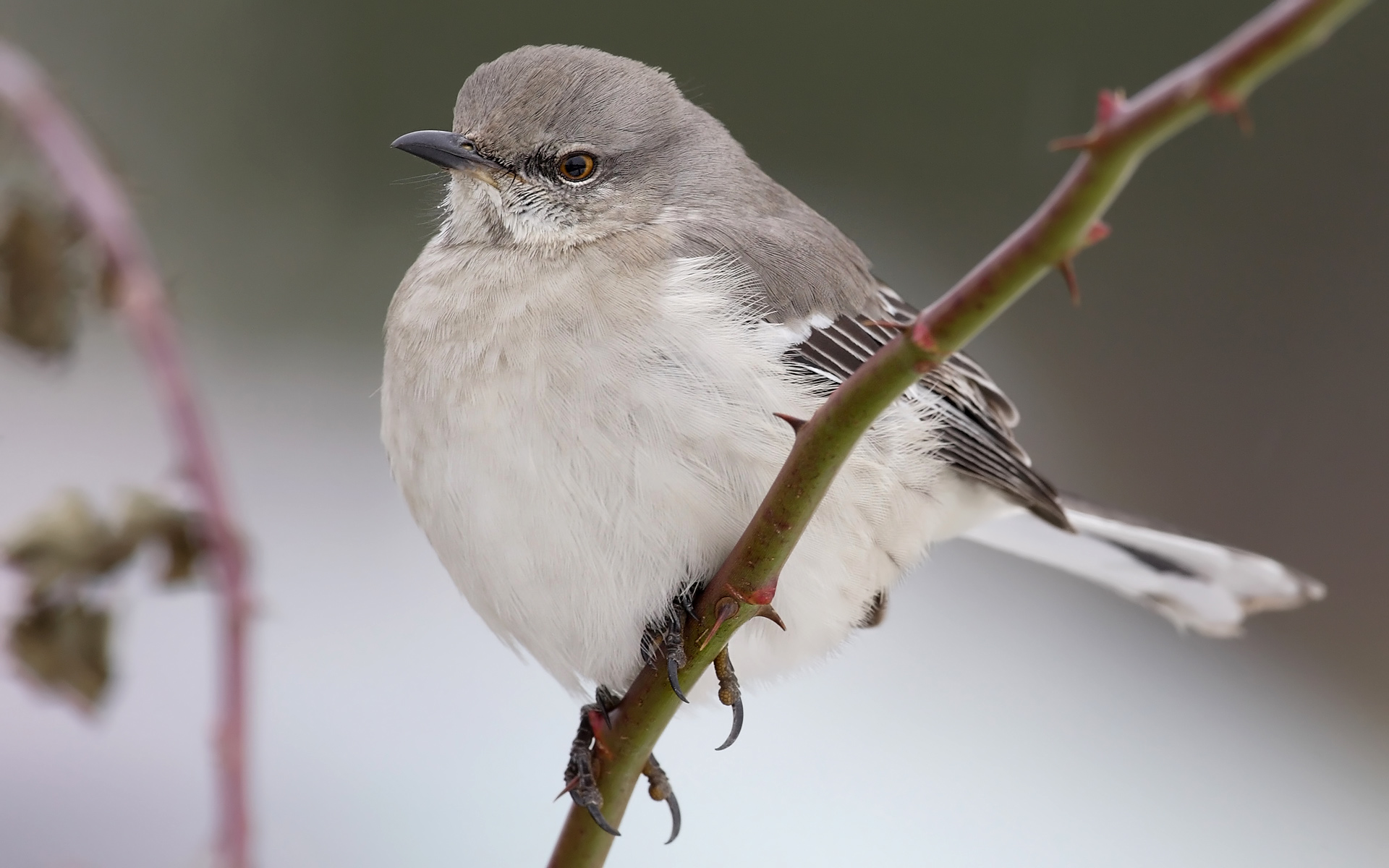
Mimus polyglottos (Mimidae)
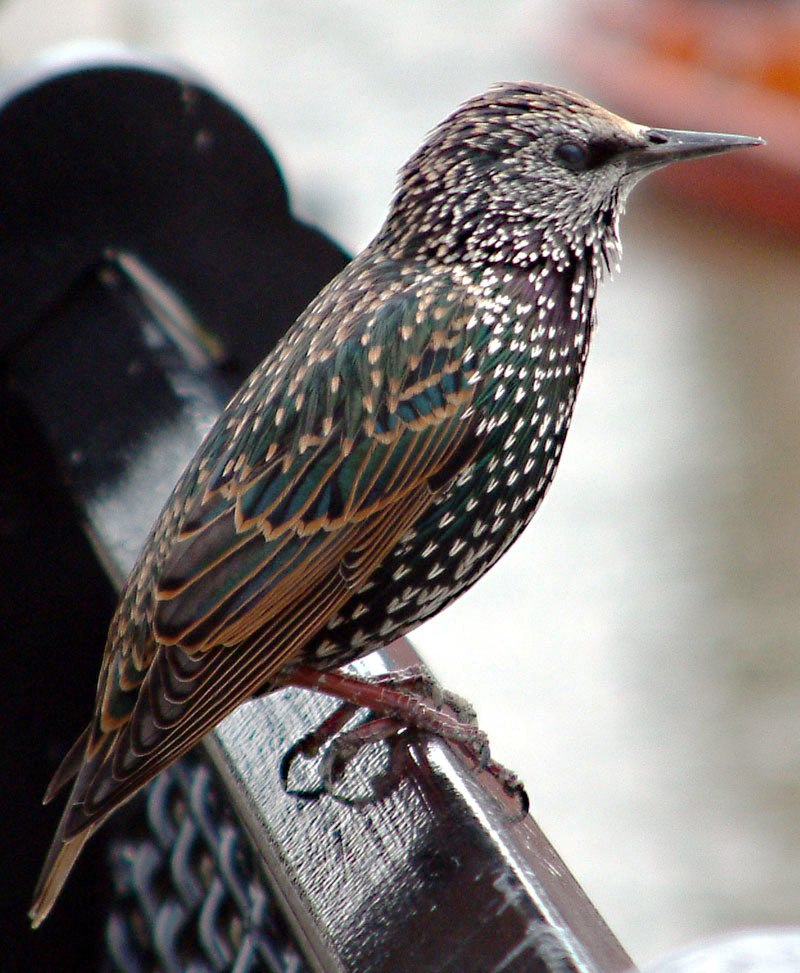
Sturnus vulgaris (Sturnidae)
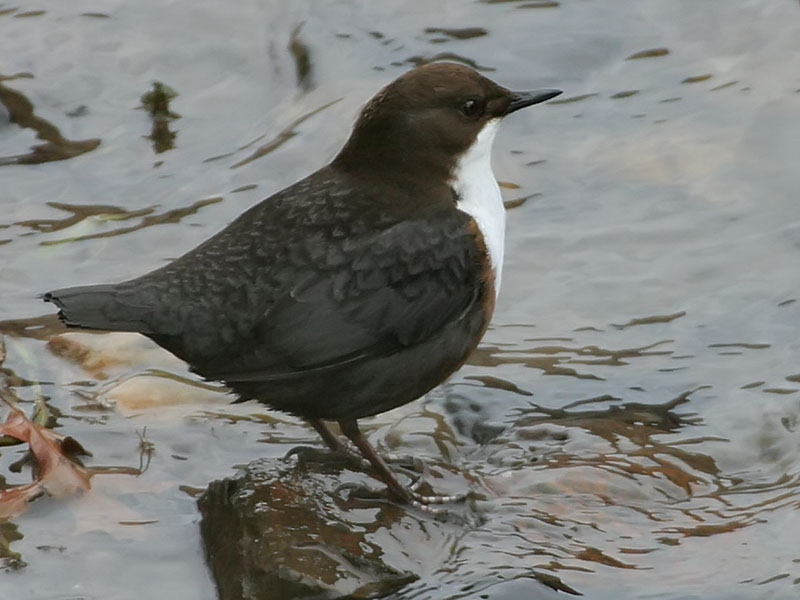
Cinclus cinclus (Cinclidae)
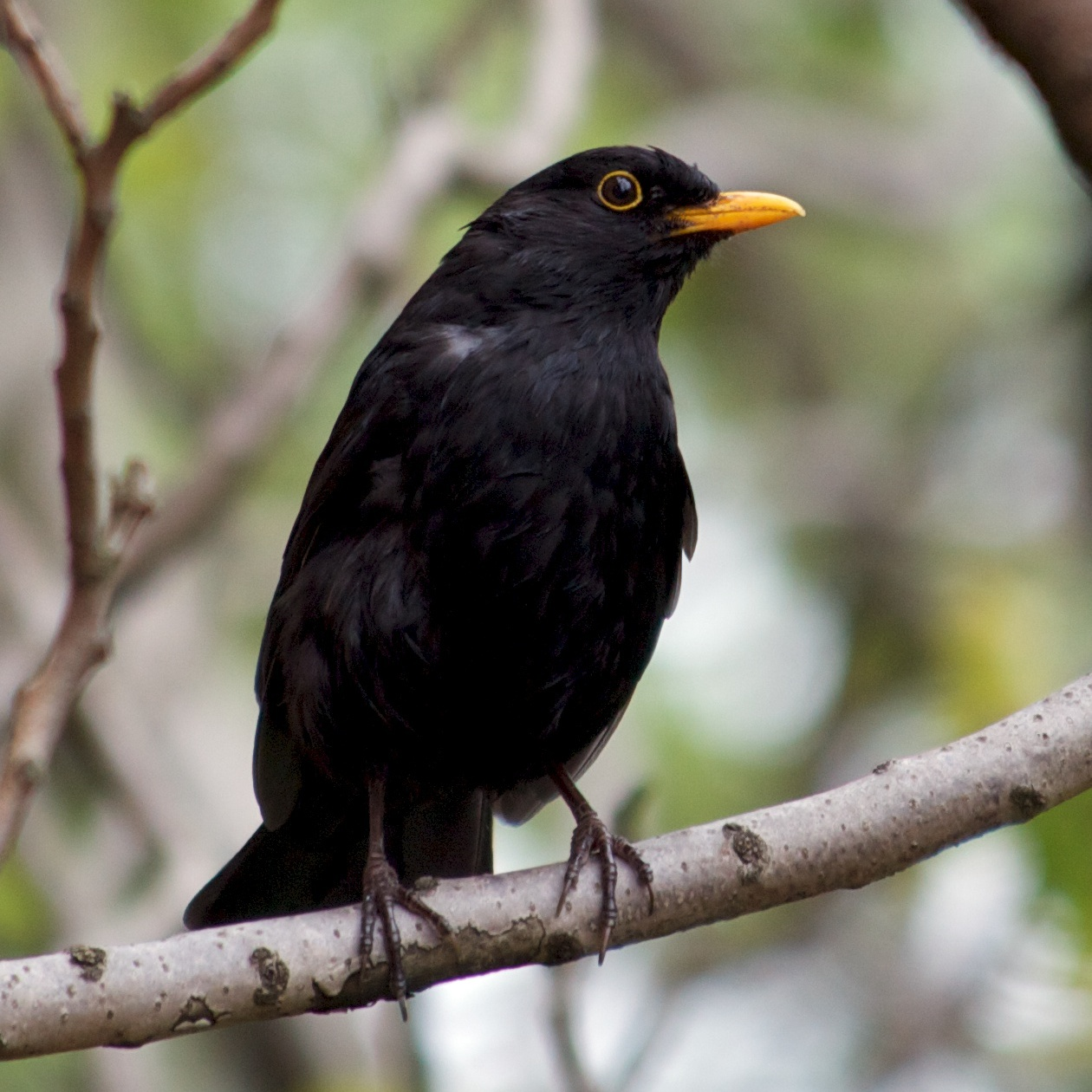
Turdus merula (Turdidae)
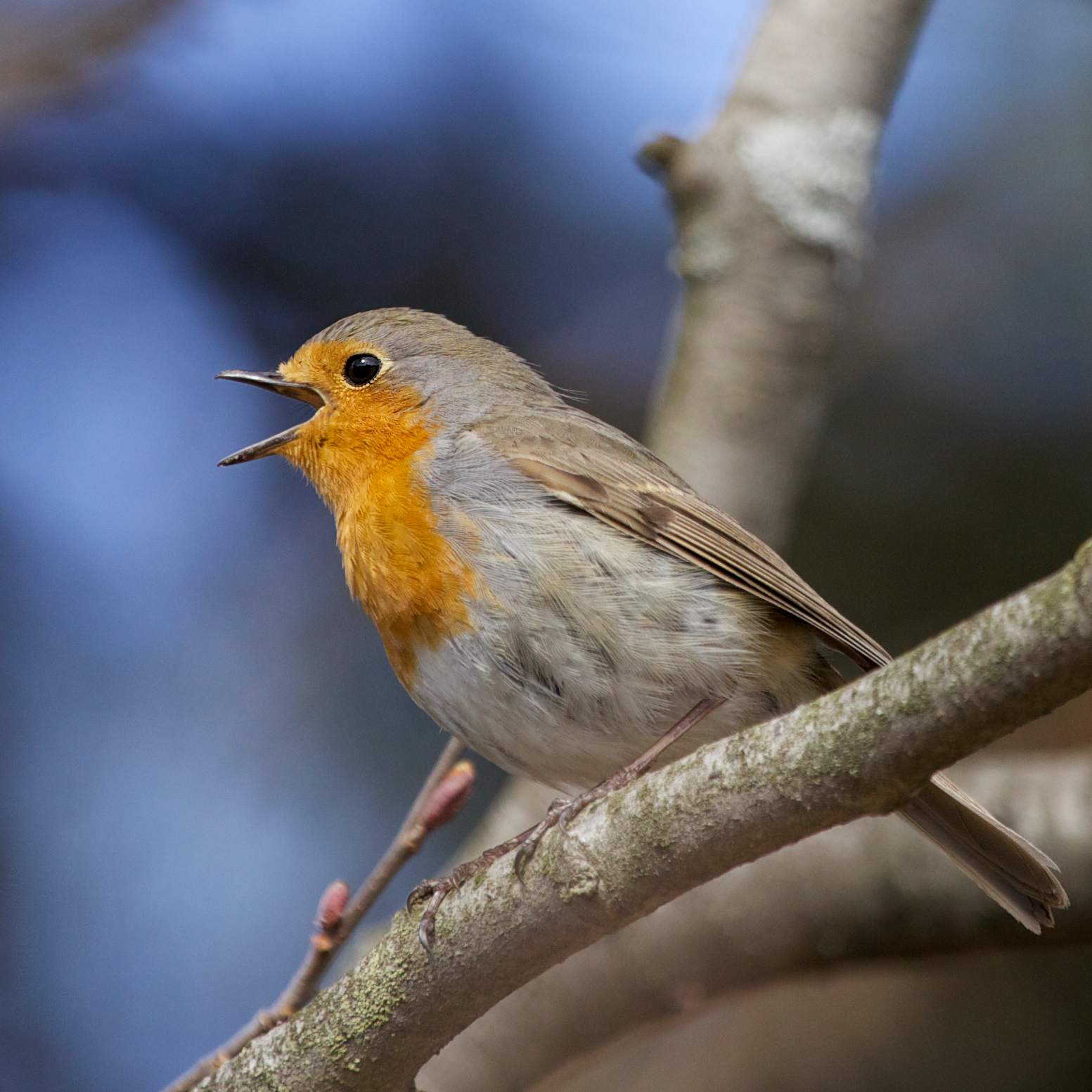
Erithacus rubecula (Muscicapidae)